# Tenuipalpus obvelatus
Tenuipalpus obvelatus är en spindeldjursart som beskrevs av Wang 1983. Tenuipalpus obvelatus ingår i släktet Tenuipalpus och familjen Tenuipalpidae. Inga underarter finns listade i Catalogue of Life.